# Corona 84
Corona 84 – amerykański satelita wywiadowczy. Dwunasty, ostatni statek serii Keyhole-5 ARGON tajnego programu CORONA. Jego zadaniem miało być wykonanie wywiadowczych zdjęć Ziemi. Część filmu (15%) była uszkodzona oddziaływaniem flar słonecznych, inna część była rozmazana.

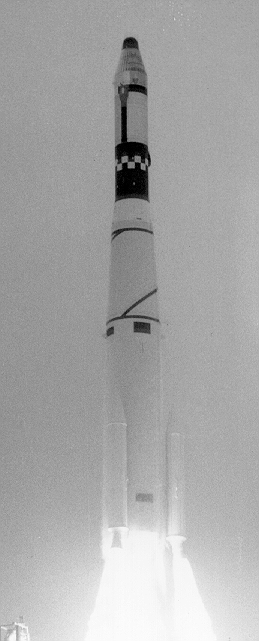
Start rakiety Thor Agena D z satelitą Corona 84

Udane misje serii KH-5 wykonały łącznie 38 578 zdjęć na prawie 6859 metrach taśmy filmowej.

## Ładunek dodatkowy
Wraz z Coroną 84 wyniesiono również eksperyment Starflash 1B, oznaczony w katalogu SATCAT jako A00381, ale posiadającego takie samo oznaczenie COSPAR, co Corona 84.